# Juha Hirvi
Juha Petter Hirvi, född 25 mars 1960 i Kymmene, är en finländsk sportskytt.
Hirvi blev olympisk silvermedaljör i gevär vid sommarspelen 2000 i Sydney.